# Johnny English
Pour les articles homonymes, voir Johnny English (homonymie).
Série
Johnny English, le retour
(2011)
Pour plus de détails, voir Fiche technique et Distribution.
Johnny English est un film franco-britanno-américain de Peter Howitt, sorti en 2003.
Il s'agit d'une parodie des films de James Bond mettant en scène le personnage de Johnny English (Rowan Atkinson), un agent des services secrets britanniques.
Le film a fait l'objet de deux suites, Johnny English, le retour (2011) et Johnny English contre-attaque (2018).
Le film commence alors que les services secrets britanniques sont chargés de la surveillance des joyaux de la Couronne. L'un de leurs meilleurs agents meurt, sans achever sa mission. À son enterrement, tous les meilleurs agents meurent dans une explosion. Le MI7 est obligé de faire appel à l'un de ses pires agents : Johnny English (Rowan Atkinson). Accompagné de son adjoint Angus Bough (Ben Miller), le MI7 envoie English surveiller les joyaux lors d'une exposition. Mais quelqu'un arrive à déjouer tous les systèmes de sécurité et à voler les bijoux. Johnny soupçonne le Français Pascal Edward Sauvage (John Malkovich), qui a fait fortune dans la construction de prisons. Johnny décide alors d'enquêter, malgré la désapprobation du directeur du MI7, persuadé de l'innocence de Sauvage. Il sera aidé dans sa mission par Lorna Campbell (Natalie Imbruglia), une agent d'Interpol.

## Synopsis
Johnny English est un agent secret du MI7 inepte mais qui rêve de devenir son employé le plus fiable. L'agent 001 vient le voir pour récupérer les codes d'accès au sous-marin pour les besoins de sa mission. Mais l'agent meurt dans un accident de sous-marin lié à un problème avec les codes. Lors des funérailles de l'agent 001, les agents restants sont assassinés par un attentat à la bombe, alors que English était chargé de la sécurité. Le MI7 ayant perdu tous ses meilleurs agents se voit contraint de confier la prochaine mission à English, seul agent encore en vie.
English est chargé de déjouer un complot visant à voler les joyaux de la couronne, exposés à la tour de Londres. Pendant l'affichage des joyaux, il rencontre Pascal Sauvage, un entrepreneur français, ainsi que Lorna Campbell, qui ont participé à la restauration des joyaux. Lors de l'exposition, à la suite d'une coupure de courant, les bijoux sont volés. Pendant le chaos, English assomme accidentellement le chef de la sécurité et feint de combattre un agresseur pour masquer son erreur.
Il invente plus tard une fausse description de « l'assaillant » à Pegasus, chef du MI7. English et son assistant Bough retournent sur le lieu du crime et découvrent par hasard que les bijoux ont été subtilisés via un trou creusé sous leur vitrine. Ils suivent un tunnel où ils affrontent les deux voleurs, Dieter Klein et Klaus Vendetta, qui s'échappent dans un corbillard. English les poursuit, mais il confond un autre corbillard avec le véhicule des fuyards et débarque accidentellement à un enterrement jusqu'à ce que Bough vienne à son secours en prétendant que English est un malade mental évadé.
Les voleurs amènent les joyaux de la couronne à leur employeur Pascal Sauvage. Pendant ce temps, English relie les voleurs à Pascal Sauvage, mais Pegasus trouve les affirmations de son agent absurdes et avertit English de ne pas suspecter Sauvage. Dans le parking du MI7, English et Bough sont attaqués par Vendetta et seul Bough sera légèrement blessé au nez, causé accidentellement par son coéquipier qui l'a pris pour l'assaillant. English et Bough décident ensuite de pénétrer dans le quartier général de Sauvage via des parachutes, mais English atterrit par erreur sur une tour identique qui s'avère être l'hôpital de la ville.
En se rendant au bon immeuble, les deux hommes apprennent que Sauvage, apparenté à la famille royale anglaise, complote pour devenir roi, en utilisant les joyaux de la couronne et un imposteur devant se faire passer pour l'archevêque de Canterbury. Les deux agents agressent deux agents de la sécurité, English utilise ses deux bagues pour en assommer un et faire parler l'autre. Malheureusement, non seulement il se trompe de bague, mais se pique accidentellement avec celle qui contient le produit assommant. Lorna arrive et révèle être un agent d'Interpol chargée d'enquêter sur Sauvage. Bien que sous l'effet du sérum, English danse avec Lorna dans la salle principale en bas. Cependant, Sauvage informe Pegasus de l'effraction de l'agent, et Pegasus retire l'affaire à English pour ne pas avoir cessé d'enquêter sur Sauvage, celui-ci n'ayant aucune preuve. English rentre chez lui dépité.
Sachant qu'English est au courant de son plan, Sauvage abandonne le projet d'utiliser le faux archevêque, fait en sorte que les joyaux dérobés soient retrouvés et envoie ses hommes de main forcer la reine Élisabeth II à abdiquer, balayant ainsi toute la ligne de succession pour que Sauvage devienne roi. Lorna, désormais responsable de la mission, rend visite à un English déprimé et le convainc de partir avec elle au château de Sauvage en France pour enquêter.
Après avoir surpris une rencontre entre Sauvage et des criminels de renommée internationale, English et Lorna apprennent que Sauvage compte faire du Royaume-Uni la plus grande prison du monde lorsqu'il deviendra roi. English et Lorna sont toutefois repérés lorsque le premier active accidentellement un microphone, et ils sont faits prisonniers. Lors de sa capture, English essaye de voler le DVD du plan de Sauvage, mais le laisse tomber par inadvertance sur un plateau contenant des disques identiques et prend le mauvais disque sans le regarder. Bough libère English et Lorna et ils retournent en Angleterre pour empêcher le couronnement de Sauvage.
English interrompt le couronnement et ordonne à Bough de lire le DVD devant les caméras de toutes les télévisions du monde, mais il découvre que c'est une vidéo le montrant danser dans sa salle de bain en sous-vêtement, Sauvage ayant fait truffer l'appartement de English de caméras. English essaye alors de voler la couronne de St. Edward à Sauvage. Celui-ci tente de le tuer avec un pistolet et récupère la couronne, mais le public découvre le véritable visage du futur souverain. Quelques instants avant que Sauvage ne soit couronné roi, English atterrit sur le trône et est couronné à sa place. À cause des lois de succession, English est maintenant le roi d'Angleterre. Il ordonne alors l'arrestation de Sauvage et restaure la reine sur le trône en demandant simplement un titre de chevalier en récompense.
English et Lorna se rendent ensuite dans le sud de la France pour des vacances romantiques. English en se penchant pour embrasser Lorna, appuie accidentellement sur le bouton du siège éjectable et la fait projeter en l'air hors de la voiture.
Scène post-générique
Lorna atterrit dans une piscine d'hôtel où Bough est en vacances ainsi qu'un homme identique à l'assaillant fictif que English a décrit à Pegasus.

## Fiche technique
Sauf indication contraire, les informations mentionnées dans cette section peuvent être confirmées par la base de données cinématographiques IMDb,  présente dans la section « Liens externes ».
- Titre original, français et québécois : Johnny English
- Réalisation : Peter Howitt
- Scénario : Neal Purvis, Robert Wade et William Davies, avec Peter Howitt (non crédité)
- Musique : Edward Shearmur
- Direction artistique : John Frankish, Alan Gilmore et David Warren
- Décors : Chris Seagers
- Costumes : Jill Taylor
- Photographie : Remi Adefarasin
- Son : Roberto Cappannelli, Adam Daniel, Graham Daniel, John Hayward, Christian Joyce
- Montage : Robin Sales
- Production : Tim Bevan, Eric Fellner, Frédéric Bovis, Mark Huffam et Lucette Legot

Production associée : Chris Clark
Coproduction : Debra Hayward, Jo Burn et Liza Chasin
- Sociétés de production[1] :
  - Royaume-Uni : Working Title Films
  - Monaco : Kanzaman S.A.M.
  - États-Unis : avec la participation de Universal Pictures
  - France : avec la participation de Studiocanal
- Société de distribution :
  - Royaume-Uni, Belgique, Suisse : United International Pictures
  - France : Mars Distribution
  - États-Unis, Canada : Universal Pictures
- Budget : 40 millions de $[2]
- Pays de production[3] :  Royaume-Uni,  France,  États-Unis
- Langues originales : anglais, français, japonais
- Format[4] : couleur - 35 mm - 1,85:1 (Panavision) - son Dolby Digital
- Genre : comédie, aventures, action, espionnage
- Durée : 89 minutes / 88 minutes (Royaume-Uni) / 87 minutes (États-Unis)
- Dates de sortie[5] :
  - Belgique : 9 avril 2003
  - Royaume-Uni : 11 avril 2003
  - Suisse romande : 16 avril 2003
  - États-Unis, Canada : 18 juillet 2003
  - France : 23 juillet 2003
- Classification[6] :
  -  Royaume-Uni : PG - Parental Guidance (Pour un public de 8 ans et plus - Accord parental souhaitable)[7].
  -  États-Unis : Certaines scènes peuvent heurter les enfants - Accord parental souhaitable (PG - Parental Guidance Suggested)[Note 1].
  -  France : Tous publics (visa d'exploitation no 108564 délivré le 1er août 2003)[8] (Conseillé à partir de 10 ans)[3].

## Distribution
Sauf indication contraire, les informations mentionnées dans cette section peuvent être confirmées par la base de données cinématographiques IMDb,  présente dans la section « Liens externes ».
- Rowan Atkinson (VF : Raymond Acquaviva) : Sir Johnny English
- Natalie Imbruglia (VF : Marie-Eugénie Maréchal) : Lorna Campbell
- Ben Miller (VF : Bruno Choel) : Angus Bough
- John Malkovich (VF : Dominique Collignon-Maurin) : Pascal Edward Sauvage
- Tim Pigott-Smith (VF : Georges Claisse) : Pegasus
- Kevin McNally : le Premier ministre du Royaume-Uni
- Oliver Ford Davies (VF : Bernard Dhéran) : l'archevêque de Canterbury
- Douglas McFerran (VF : Joël Zaffarano) : Klaus Vendetta
- Tasha de Vasconcelos (VF : Frédérique Cantrel) : la comtesse Alexandra
- Greg Wise : l'agent 001
- Steve Nicolson (VF : François Siener) : Dieter Klein
- Nina Young : la secrétaire de Pegasus
- Rowland Davies : Colonel Anthony Chevenix
- Philippa Fordham : Snobby Woman
- Tim Berrington : Roger
- Neville Phillips (VF : Michel Ruhl) : le prêtre
- Clive Graham (VF : Michel Ruhl) : l'évêque Welsh
- Prunella Scales : la reine Élisabeth II (non créditée)

## Musique
- A Man For All Seasons de Robbie Williams.
- Does Your Mother Know de ABBA (lecture du DVD montrant l'enregistrement de Johnny English dansant dans sa salle de bain en sous-vêtement).

## Accueil

### Box-office
| Pays                                        | Box-office                    |
| Box-office Monde                            | 160 583 018 $                 |
| Box-office International (hors Royaume-Uni) | 132 500 652 $                 |
| Box-office Royaume-Uni                      | 28 082 366 $                  |
| Box-office France                           | 964 912 entrées (7 970 580 $) |

- Budget du film : 40 000 000 $

## Distinctions
Entre 2003 et 2006, Johnny English a été sélectionné 7 fois dans diverses catégories et n'a remporté aucune récompense,.

### Nominations
- The Stinkers Bad Movie Awards 2003 :
  - pire acteur dans un second rôle pour John Malkovich,
  - pire faux accent masculin pour John Malkovich.
- Prix de la comédie britannique 2003 : meilleur film de comédie.
- Prix du cinéma européen 2003 : meilleur acteur européen pour Rowan Atkinson.
- Prix de la bande-annonce d'or 2004 : meilleure bande-annonce d’une comédie pour Creative Partnership.
- Prix Empire 2004 : meilleur film britannique.
- Festival du film policier de Cognac 2006 : rétrospective[10].

## Analyse
- La scène d'ouverture, montrant Johnny English s'introduire dans un château, s'inspire en partie de la scène pré-générique de Bons Baisers de Russie dans laquelle James Bond (en réalité un agent du SPECTRE déguisé) effectue une scène assez similaire. Par ailleurs, lorsque Johnny se réveille de son rêve, il est vêtu d'une veste en velours et d'une cravate rouge, un clin d'œil évident au personnage de Mr. Bean.
- La scène où Johnny English cherche à démasquer quelqu'un qui se présente comme l'archevêque de Canterbury, grâce à un tatouage que cet imposteur a sur le postérieur, ressemble à une scène dans Y a-t-il un flic pour sauver le président ?.